# 皮爾金組曲
皮爾金組曲（英語：Peer Gynt Suites），是挪威作曲家爱德华·格里格為亨里克·易卜生诗劇《皮爾金》所寫的兩套管弦樂組曲。格里格為《皮爾金》所作的配樂原來共有二十六個樂章，格里格本人再將其中的八個樂章另編成二闕各四個樂章的組曲。另外，格里格亦曾將這兩首組曲作品改編為鋼琴版本。
第1號皮爾金組曲自完成以來便受到聽眾歡迎，但一般則是認為第2號的音樂價值更高一些。

## 分析

### 第1號組曲
作品46，作於1888年
1. 晨歌，田園風的稍快板（Morgenstimmung. Allegretto pastorale）

出自原劇第4幕，描寫摩洛哥清晨之美景
2. 奥赛之死，抑鬱的行板（Åses Tod. Andante doloroso）

第3幕，皮爾金母親離世時之哀歌
3. 安妮特拉之舞，馬厝卡的速度（Anitras Tanz. Tempo di Mazurka）

第4幕，描寫舞孃在舞動
4. 山魔王的大廳，鏗鏘有力的進行曲（In der Halle des Bergkoenigs. Alla marcia e molto marcato）

第2幕，描寫魔宮的恐怖氣氛

### 第2號組曲
作品55，作於1892年
1. 忿激的快板

出自第2幕搶劫新娘（Der Brautraub）一景
2. 阿拉伯舞（Arabischer Tanz）

第4幕，見「安妮塔之舞」
3. 皮爾金歸鄉（Peer Gynts Heimkehr）

第5幕，描寫皮爾金在回鄉路途中遇上暴風雨時之驚險
4. 蘇爾維格之歌（Solvejgs Lied）

描畫皮爾金初戀情人蘇爾維格的純情與美麗

## 外部連結
- 第1號《皮爾金》組曲：国际乐谱典藏计划上的乐谱
- 第2號《皮爾金》組曲：国际乐谱典藏计划上的乐谱